# Gunibe

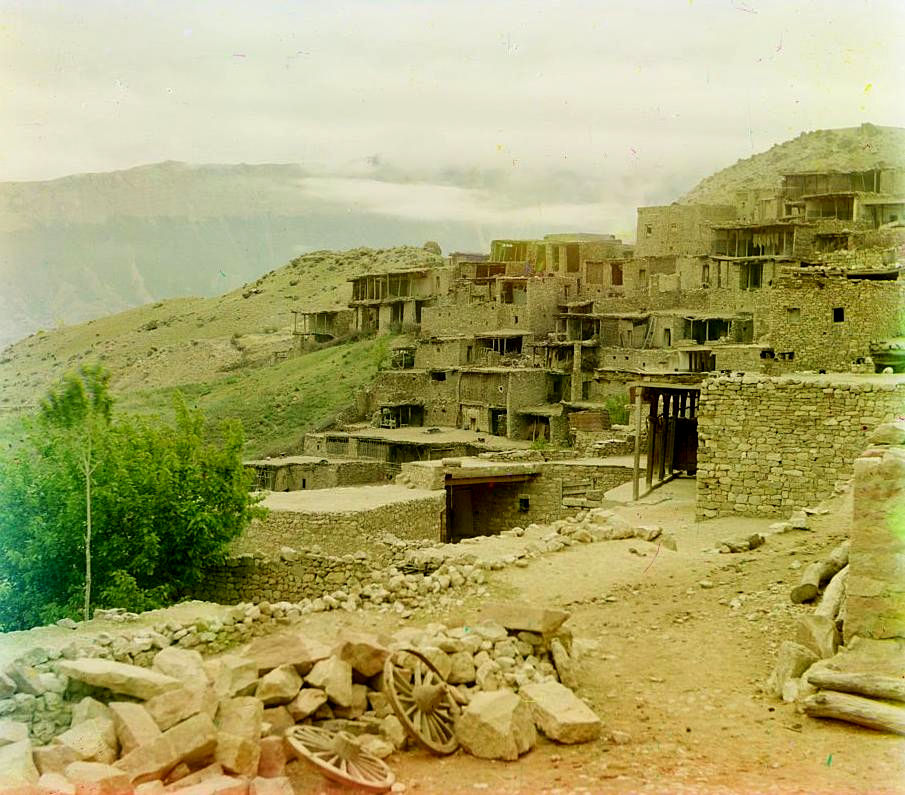
Fotografia de Gunibe por Sergei Prokudin-Gorski, feita entre 1905 e 1915

Gunibe (em russo:  Гуниб) é um aul no Daguestão, Rússia, que serve de centro administrativo do distrito de Gunibe. Segundo censo de 2019, tinha 2 625 habitantes. Em 1859, no contexto da Guerra do Cáucaso (1817–1864), o imame Chamil, líder das tribos chechenas e daguestanesas, resistiu às tropas do Império Russo sob o príncipe Alexander Bariatinski nessa localidade.